# 穆迪盖雷
穆迪盖雷（Mudigere），是印度卡纳塔克邦Chikmagalur县的一个城镇。总人口8962（2001年）。

## 人口
该地2001年总人口8962人，其中男性4562人，女性4400人；0—6岁人口891人，其中男453人，女438人；识字率82.11%，其中男性为85.20%，女性为78.91%。